# Estarreja
Estarreja là một huyện thuộc tỉnh Aveiro, Bồ Đào Nha. Huyện này có diện tích 108 km², dân số thời điểm năm 2001 là 28182 người.